# Județul Severin (interbelic)
Județul Severin a fost o unitate administrativă de ordinul întâi din Regatul României, aflată în regiunea istorică Banat. Reședința județului era municipiul Lugoj. Județul a luat ființă în anul 1926, ca urmare a divizării fostului județ Caraș-Severin.

## Întindere

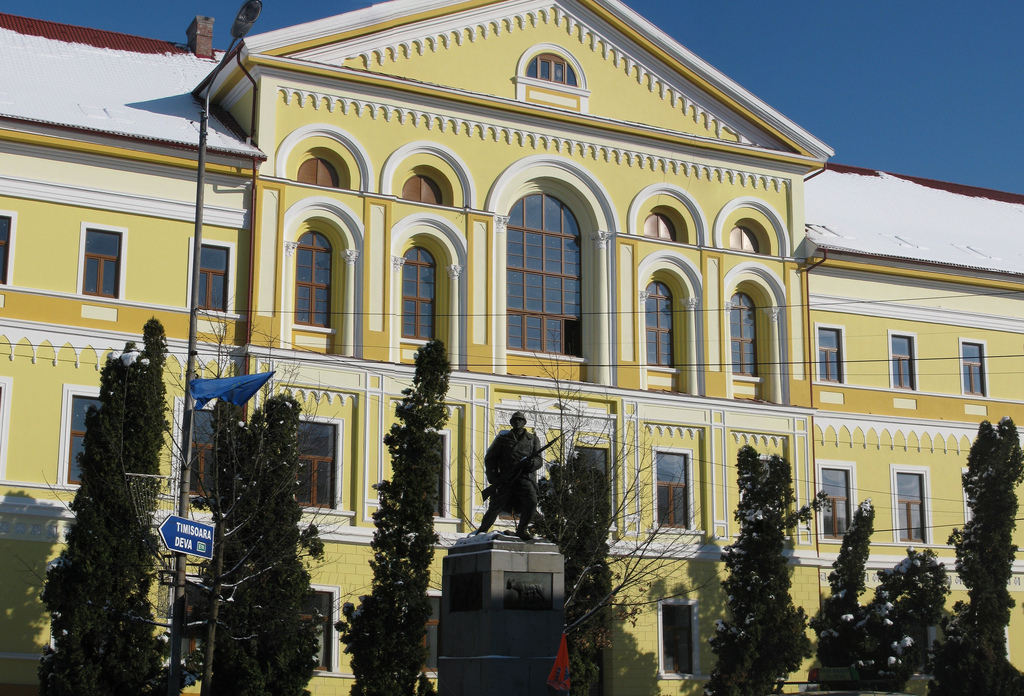
Clădirea Prefecturii județului Severin din perioada interbelică. Clădirea a fost construită între anii 1856-1859 și este situată în centrul municipiului Lugoj.

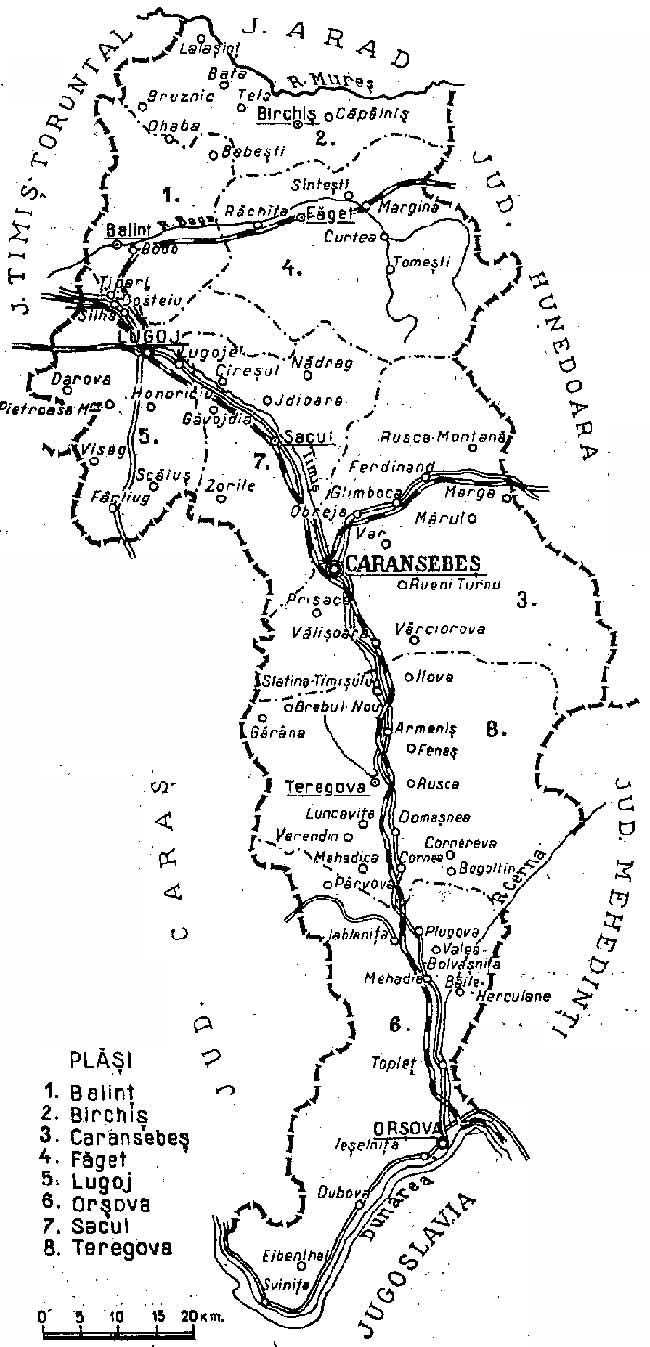
Harta județului, cu dispunerea și denumirea plășilor, în anul 1938.

Județul se afla în partea sud-vestică a României Mari, în estul regiunii Banat. Județul cuprindea părți din actualele județe Caraș-Severin, Timiș, Arad și Mehedinți. Se învecina la vest cu județele Timiș-Torontal și Caraș, la sud cu Iugoslavia, la est cu județele Mehedinți și Hunedoara, iar la nord cu județul Arad. Județul Severin a fost desființat odată cu reforma administrativă din 6 septembrie 1950.

## Organizare
Teritoriul județului era împărțit inițial în șase plăși:
1. Plasa Birchiș,
2. Plasa Caransebeș,
3. Plasa Făget,
4. Plasa Lugoj,
5. Plasa Orșova și
6. Plasa Teregova.

Ulterior au fost înființate încă două plăși:
1. Plasa Balinț și
2. Plasa Sacul.

Pe teritoriul județului se aflau trei comune urbane (orașe): Lugoj (reședința județului, inițial oraș, ulterior municipiu), Caransebeș și Orșova.

## Populație
Conform datelor recensământului din 1930 populația județului era de 239.586 de locuitori, dintre care 76,6% români, 9,6% germani, 6,6% maghiari, 2,2% țigani ș.a. Din punct de vedere confesional majoritatea populației județului era alcătuită din ortodocși (75,4%), urmați de romano-catolici (14,9%), greco-catolici (3,9%), reformați (3,1%) ș.a.

### Mediul urban
În anul 1930 populația urbană a județului era de 40.456 locuitori, dintre care 47,3% români, 24,5% germani, 16,8% maghiari, 4,6% evrei, 3,1% țigani, 1,2% cehi și slovaci ș.a. Din punct de vedere confesional orășenimea era alcătuită din 46,4% ortodocși, 36,4% romano-catolici, 4,9% reformați, 4,8% mozaici, 4,1% greco-catolici, 2,3% lutherani ș.a.

## Materiale documentare

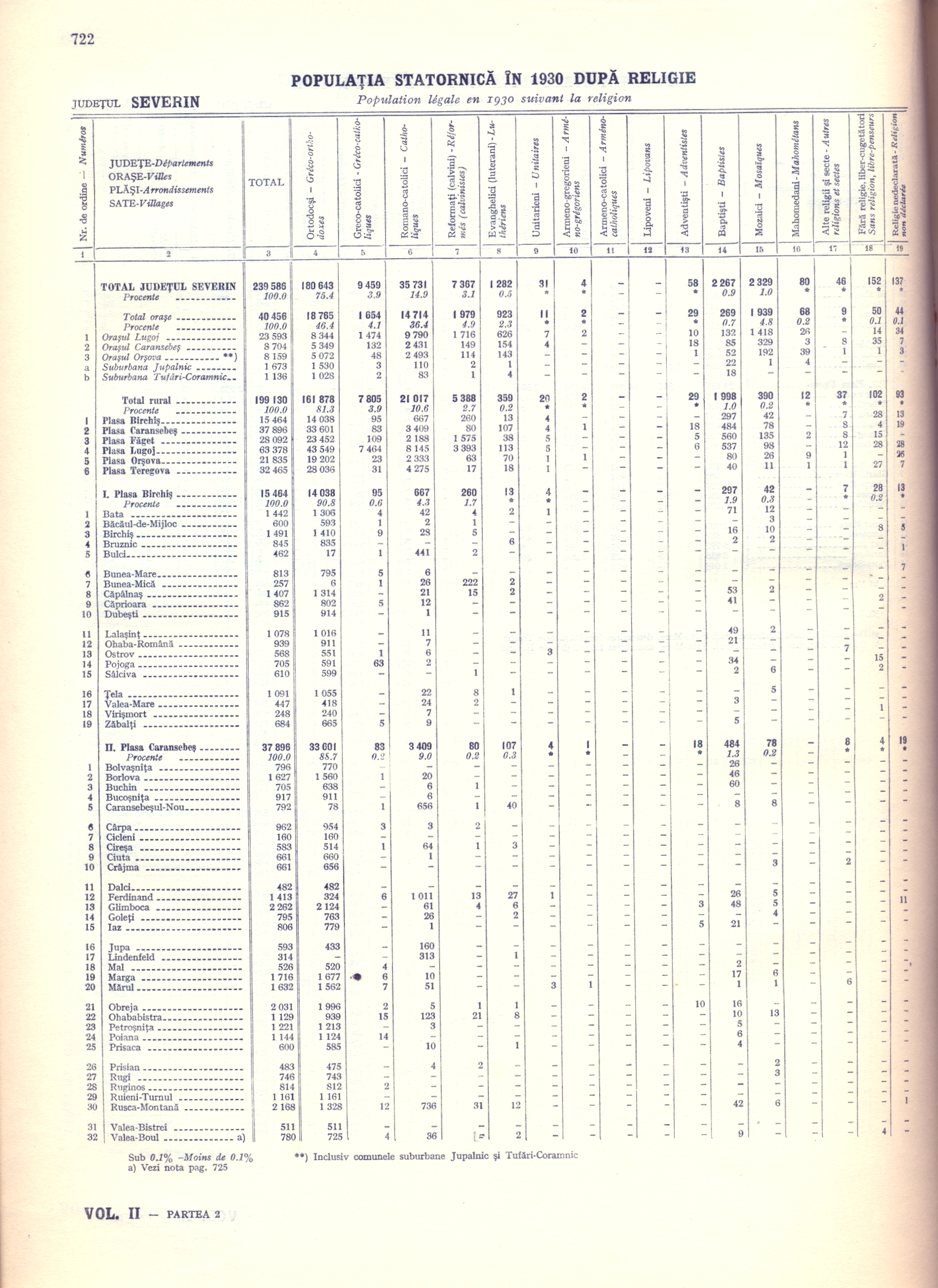
Populația județului în anul 1930, după religie
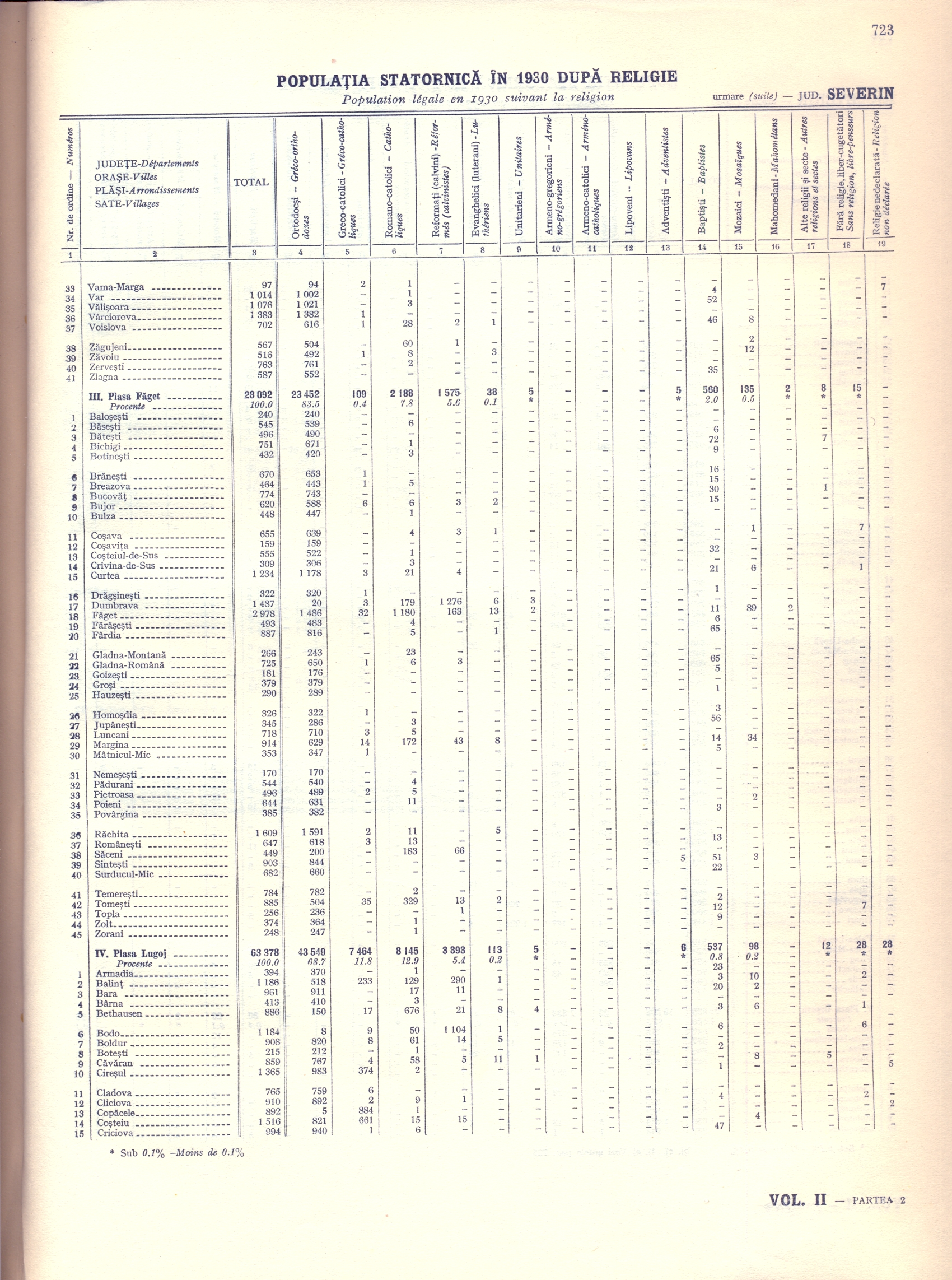
Populația județului în anul 1930, după religie
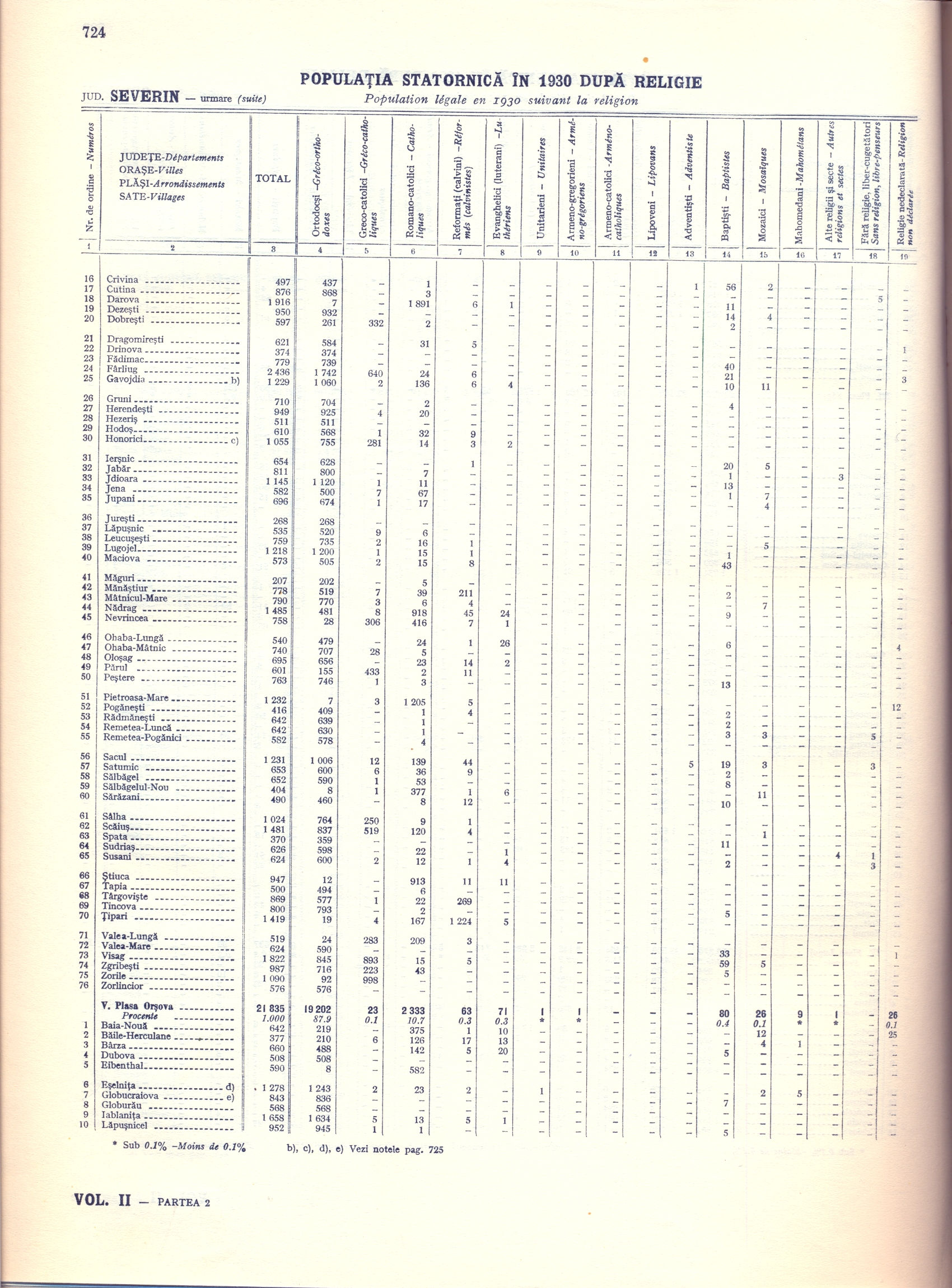
Populația județului în anul 1930, după religie
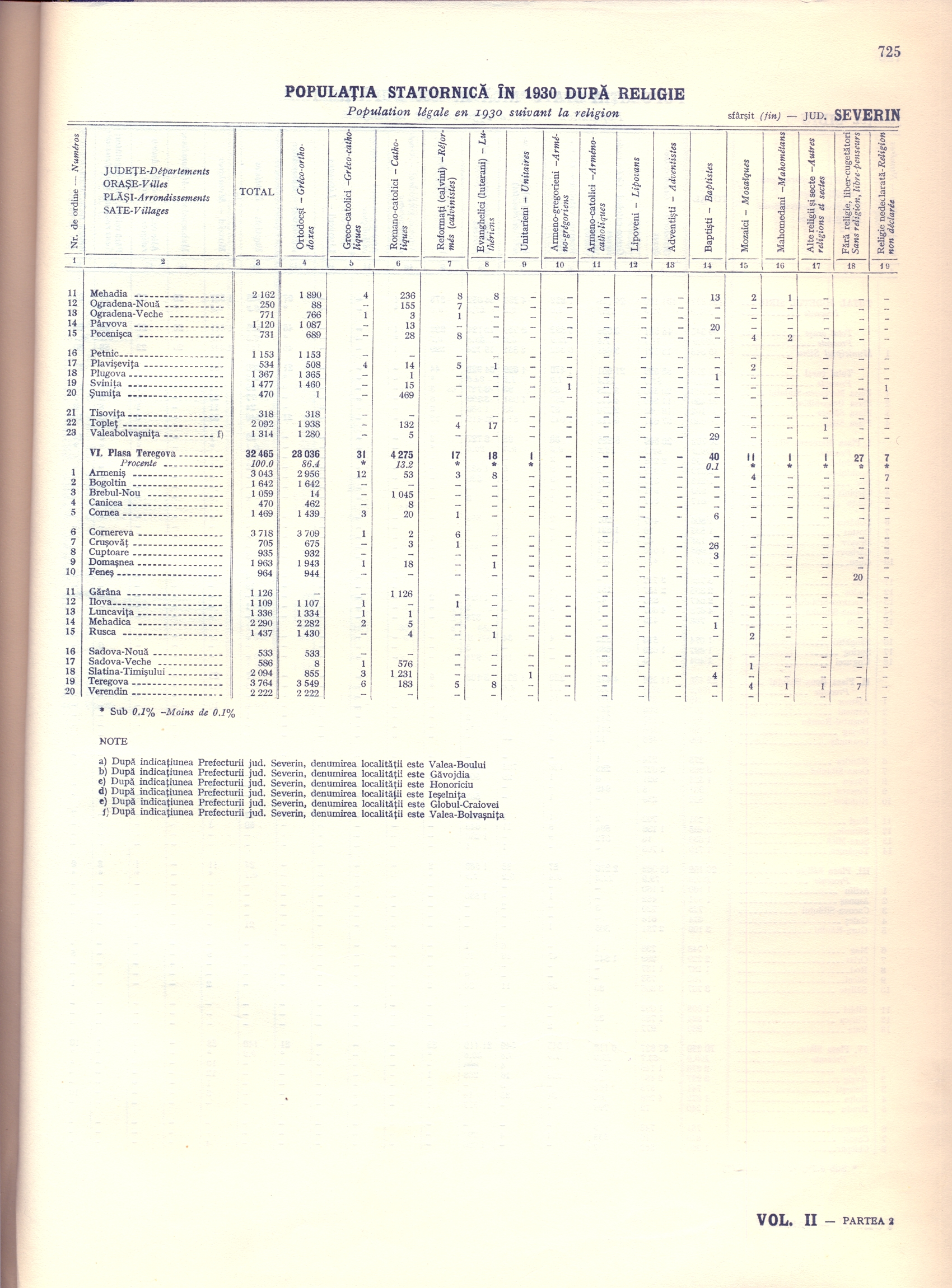
Populația județului în anul 1930, după religie